# Hohenheim
Hohenheim – dzielnica Stuttgartu, stolicy niemieckiego kraju związkowego Badenii-Wirtembergii. Wchodzi w skład okręgu administracyjnego Plieningen, która do roku 1942 była samodzielnym miastem. 
Pierwsze ślady osadnictwa na terenie Hohenheim sięgają średniowiecza. Pod koniec XVIII wieku książę Wirtembergii Karol Eugeniusz Wirtemberski wybudował zamek, gdzie zmarł 24 października 1793.
W 1818 roku założono na terenach przyzamkowych szkołę gospodarstwa wiejskiego, dzisiejszy Uniwersytet Hohenheim. Na terenach ogrodów zamkowych powstał w latach dziewięćdziesiątych XIX wieku ogród botaniczny, istniejący do dziś pod nazwą Landesarboretum Baden-Württemberg. 